# A3stus
A3stus waren ein rechtsextremes Hip-Hop-Duo aus Brandenburg und Berlin. Beide Mitglieder sowie zwei weitere Personen aus dem Umfeld der Gruppe wurden wegen Volksverhetzung und Betrugs angeklagt.

## Geschichte
Patrick Killat, in der Szene besser bekannt als „Villain051“, ist seit 2010 in der rechten Szene aktiv. Zunächst kooperierte Killat mit der Rapperin Dee Ex (Mia Herm). Mit dem Liedermacher R.a.W., dessen Akronym für „Recht auf Wahrheit“ steht, gründete er das Rapduo A3stus. R.a.W. ist außerdem Mitglied der Freien Kameradschaft „Barnimer Freundschaft“.
Anfang 2014 erschien ein Musikvideo der Gruppe, das diese vor dem Wohnheim für Geflüchtete in Berlin-Hellersdorf zeigt. Der rassistische Song enthielt unter anderem die Textzeile „Wir gehen auf die Straße, um dieses System zu stürzen. Für unser deutsches Land ziehen wir heute in den Kampf.“
Das Duo trat im Umfeld von NPD-Veranstaltungen, auf Demonstrationen von Pegida-Ablegern sowie bei der Demonstration der Hooligans gegen Salafisten in Köln und bei Demos gegen geplante Wohnheime für Geflüchtete auf. Allerdings distanzierte sich Pegida in Bautzen von der Gruppe. Gelegentlich tritt das Duo auch mit dem Schlagzeuger „Evil Goat“ aus Velten als Trio auf. Am 31. Oktober 2014 verhinderte die Berliner Polizei ein Release-Konzert zum ersten Album Wehret den Anfängen des Duos, das die beiden im Eigenvertrieb veröffentlicht haben.

## Ermittlungen
Die Landeskriminalämter von Berlin und Brandenburg hatten im Mai 2015 zehn Objekte untersucht, die mit dem Duo in Verbindung standen und Ermittlungsverfahren wegen Volksverhetzung gegen vier Personen eingeleitet. Grund dafür ist das Lied Gegen die Pest. In diesem Lied ruft die Band zu Hass und Gewalt gegen Juden auf. In dem Refrain des Liedes, das auf die Fälschung Die Protokolle der Weisen von Zion anspielt, heißt es: „Die Protokolle sind geschrieben, nichts ist mehr echt. Die Weisen von Zion haben sich durchgesetzt. Wir müssen zusammenhalten gegen die Pest.“ Neben den beiden Mitgliedern des Duos richtet sich das Verfahren auch gegen Evil Goat sowie den Uploader des Videos auf YouTube. Bei der Razzia wurden mehrere CDs und Speichermedien mit einschlägiger Musik sowie diverse Waffen und waffenähnliche Gegenstände sowie Amphetamin sichergestellt. Gegen Patrick Killat wird außerdem wegen Sozialleistungsbetrugs ermittelt, da er Erlöse aus seinen CD-Verkäufen nicht ordnungsgemäß angemeldet habe.
Das bisher einzige Album der Gruppe wurde am 12. August 2015 von der Bundesprüfstelle für jugendgefährdende Medien indiziert.

## Musikstil und Ideologie
Das Duo mischt Sprechgesang mit dem in der rechtsextremen Szene populären Liedermacherstil, wie ihn beispielsweise Frank Rennicke und  Michael Müller ausüben. Dabei ist R.a.W. für Akustikgitarre und Gesang zuständig, während Killat als Rapper agiert. Gelegentlich werden sie von Schlagzeuger „Evil Goat“ unterstützt. Die Texte sind rassistisch und nationalistisch sowie offen antisemitisch. Über ihre Facebook-Seite verbreiten sie außerdem weitere Propaganda aus dem Umfeld von Pegida und der Hooligans gegen Salafisten. Verbindungen hat das Duo zusätzlich zur „Barnimer Freundschaft“, einer Gruppierung aus der Kameradschaftsszene, die sich in ihrer Organisation an Outlaw Motorcycle Clubs orientiert. Parteipolitisch steht man der NPD nahe. Der NPD-Kreistagsabgeordnete Marcel Zech war bei einem Videodreh der Band anwesend.

## Beobachtung durch den Verfassungsschutz
Killat und seine Projekte werden unter anderem seit 2017 in den Verfassungsschutzberichten des Verfassungsschutzes Berlin und Verfassungsschutzes Brandenburg aufgeführt. Im Verfassungsschutzbericht des Verfassungsschutzes Sachsen 2017 wird ein Liederabend am 27. Mai 2017 in Brand-Erbisdorf Ortsteil Gränitz, Teilnehmer ca. 40  mit freilich frei (Sachsen), f.i.e.l. (MVP) und villAin051 (Sänger von A3stus) aufgeführt.
Bei der mindestens in vier Ausgaben erschienenen Broschüre Rechtsextremistische Musik des Berliner Verfassungsschutzes zeigt eines der vier Bilder auf dem Titelbild der 4. Auflage von 2016 das A3stus-Logo.

## Diskografie
- 2014: Wehret den Anfängen (Eigenvertrieb, indiziert)[8]